# IAAF World Relays 2017
La III edizione delle IAAF World Relays si è tenuta a Nassau (Bahamas) dal 22 al 23 aprile 2017.
A differenza dell'edizione precedente non si è disputata la staffetta mista 1200 m, 400 m, 800 m, 1600 m, sostituita da una staffetta mista per genere, dove le squadre, composte da due uomini e due donne, corrono in una staffetta 4×400 metri.

## Criteri di partecipazione
Ogni paese partecipante poteva portare una sola squadra per ogni staffetta e ciascuna squadra poteva essere formata da un massimo di sei atleti. Esisteva un minimo di partecipazione solo per le staffette 4×100 m e 4×400 m, invariato rispetto all'edizione precedente. Tali minimi, che consentivano la partecipazione di circa 22 squadre, dovevano essere ottenuti tra il 1º gennaio 2016 e il 3 aprile 2017. Le rimanenti squadre partecipanti (fino a 24) sono state determinate in base alle classifiche mondiali nel medesimo periodo di qualificazione.
| Gara        | Uomini  | Donne   |
| ----------- | ------- | ------- |
| 4×100 metri | 39"00   | 44"00   |
| 4×400 metri | 3'04"10 | 3'33"50 |

Per le staffette 4×200 m, 4×800 m e mista non erano previsti minimi di partecipazione.

## Paesi partecipanti
Hanno preso parte ai campionati 509 atleti provenienti da 34 diversi Paesi, con l'aggiunta del team degli Atleti Rifugiati.
- Antigua e Barbuda
- Atleti rifugiati
- Australia
- Bahamas
- Barbados
- Belgio
- Bielorussia
- Botswana
- Brasile
- Canada
- Cina
- Colombia
- Cuba
- Ecuador
- Francia
- Germania
- India
- Isole Vergini Britanniche
- Italia
- Giamaica
- Giappone
- Kenya
- Messico
- Nigeria
- Paesi Bassi
- Polonia
- Qatar
- Regno Unito
- Rep. Ceca
- Rep. Dominicana
- Saint Kitts e Nevis
- Stati Uniti
- Trinidad e Tobago
- Turks e Caicos
- Venezuela

## Calendario
| Data    | 22 | 22 | 23 | 23  |
| Evento  |    |    |    |     |
| ------- | -- | -- | -- | --- |
| 4×100 m |    |    |    | B F |
| 4×200 m |    |    |    | B F |
| 4×400 m |    | B  |    | F   |
| 4×800 m |    |    |    | F   |

| P | Batterie preliminari | B | Batterie | Q | Qualificazioni | SF | Semifinali | F | Finale |

| Data    | 22 | 22  | 23 | 23  |
| Evento  |    |     |    |     |
| ------- | -- | --- | -- | --- |
| 4×100 m |    |     |    | B F |
| 4×200 m |    | B F |    |     |
| 4×400 m |    | B   |    | F   |
| 4×800 m |    | F   |    |     |

| Data    | 22 | 22 | 23 | 23 |
| Evento  |    |    |    |    |
| ------- | -- | -- | -- | -- |
| 4×400 m |    |    |    | F  |

## Dettaglio Orario
| Day 1 – Sabato 22 aprile | Day 1 – Sabato 22 aprile | Day 1 – Sabato 22 aprile |
| ------------------------ | ------------------------ | ------------------------ |
| 19:35                    | 4 × 200 m Femminile      | Batterie                 |
| 19:59                    | Men's 4 × 100 m          | Batterie                 |
| 20:31                    | Women's 4 × 400 m        | Batterie                 |
| 21:12                    | 4 × 400 m Maschile       | Batterie                 |
| 21:48                    | Women's 4 × 800 m        | Finale                   |
| 22:12                    | 4 × 100 m Maschile       | Finale B                 |
| 22:21                    | 4 × 200 m Femminile      | Finale                   |
| 22:36                    | 4 × 100 m Maschile       | Finale                   |

| Day 2 – Sunday 23 April | Day 2 – Sunday 23 April | Day 2 – Sunday 23 April |
| ----------------------- | ----------------------- | ----------------------- |
| 19:35                   | Men's 4 × 200 m         | Heats                   |
| 20:00                   | Women's 4 × 100 m       | Heats                   |
| 20:22                   | Men's 4 × 400 m         | Final B                 |
| 20:35                   | Women's 4 × 400 m       | Final B                 |
| 20:47                   | Men's 4 × 800 m         | Final                   |
| 21:11                   | Women's 4 × 400 m       | Final                   |
| 21:29                   | Men's 4 × 200 m         | Final                   |
| 21:46                   | Women's 4 × 100 m       | Final B                 |
| 21:55                   | Men's 4 × 400 m         | Final                   |
| 22:13                   | Women's 4 × 100 m       | Final                   |
| 22:30                   | Mixed 4 × 400 m         | Final                   |

## Medagliati

### Uomini
| Specialità | Oro                                                                             | Prestazione | Argento                                                                     | Prestazione | Bronzo                                                                                    | Prestazione |
| 4×100 m (dettagli) | Stati Uniti LeShon Collins Mike Rodgers Ronnie Baker Justin Gatlin Marvin Bracy | 38"43       | Barbados Mario Burke Ramon Gittens Nicholas Deshong Burkheart Ellis Junior  | 39"18       | Cina Tang Xingqiang Xie Zhenye Su Bingtian Liang Jinsheng Mo Youxue Zhang Peimeng         | 39"22       |
| 4×200 m (dettagli) | Canada Gavin Smellie Brendon Rodney Andre De Grasse Aaron Brown                 | 1'19"42     | Stati Uniti Noah Lyles Jarrion Lawson Isiah Young Ameer Webb                | 1'19"88     | Giamaica Nickel Ashmeade Oshane Bailey Rasheed Dwyer Yohan Blake Chadic Hinds Warren Weir | 1'21"09     |
| 4×400 m (dettagli) | Stati Uniti David Verburg Tony McQuay Kyle Clemons LaShawn Merritt Najee Glass  | 3'02"13     | Botswana Isaac Makwala Baboloki Thebe Onkabetse Nkobolo Karabo Sibanda      | 3'02"28     | Giamaica Peter Matthews Demish Gaye Martin Manley Steven Gayle Javere Bell Javon Francis  | 3'02"86     |
| 4×800 m (dettagli) | Stati Uniti Brannon Kidder Erik Sowinski Casimir Loxsom Clayton Murphy          | 7'13"16     | Kenya Alfred Kipketer Kipyegon Bett Timothy Kitum Ferguson Cheruiyot Rotich | 7'13"70     | Polonia Artur Kuciapski Mateusz Borkowski Adam Kszczot Marcin Lewandowski                 | 7'18"74     |
| record mondiale; record mondiale stagionale; record africano; record asiatico; record europeo; record nord-centroamericano e caraibico; record sudamericano; record oceaniano; record dei campionati; record nazionale; record personale; record personale stagionale. |                                                                                 |             |                                                                             |             |                                                                                           |             |

### Donne
| Specialità | Oro                                                                                     | Prestazione | Argento                                                                                            | Prestazione | Bronzo | Prestazione |
| 4×100 m (dettagli) | Germania Alexandra Burghardt Lisa Mayer Tatjana Pinto Rebekka Haase                     | 42"84       | Giamaica Simone Facey Natasha Morrison Gayon Evans Sashalee Forbes Christania Williams             | 42"95       | Cina Liang Xiaojing Wei Yongli Tao Yujia Yuan Qiqi Ge Manqi                                                          | 43"11       |
| 4×200 m (dettagli) | Giamaica Jura Levy Shericka Jackson Sashalee Forbes Elaine Thompson Anastasia Le-Roy    | 1'29"04     | Germania Lara Matheis Tatjana Pinto Rebekka Haase Gina Lückenkemper Alexandra Burghardt Lisa Mayer | 1'30"68     | Stati Uniti Dezerea Bryant Tiffany Townsend Felicia Brown Shalonda Solomon Phyllis Francis                           | 1'30"87     |
| 4×400 m (dettagli) | Stati Uniti Phyllis Francis Ashley Spencer Quanera Hayes Natasha Hastings Joanna Atkins | 3'24"36     | Polonia Malgorzata Holub Iga Baumgart Adrianna Janowicz Justyna Swiety                             | 3'28"28     | Giamaica Janieve Russell Anneisha McLaughlin-Whilby Verone Chambers Stephenie McPherson Christine Day Dawnalee Loney | 3'28"49     |
| 4×800 m (dettagli) | Stati Uniti Chanelle Price Chrishuna Williams Laura Roesler Charlene Lipsey             | 8'16"36     | Bielorussia Darya Barysevich Ilona Usovich Viktoria Kushnir Marina Arzamasova                      | 8'20"07     | Australia Lora Storey Abbey De La Motte Zoe Buckman Heidi See                                                        | 8'21"07     |
| record mondiale; record mondiale stagionale; record africano; record asiatico; record europeo; record nord-centroamericano e caraibico; record sudamericano; record oceaniano; record dei campionati; record nazionale; record personale; record personale stagionale. |                                                                                         |             | |             | |             |

### Staffetta mista
| Specialità         | Oro                                                                             | Prestazione | Argento                                                             | Prestazione | Bronzo                                                          | Prestazione |
| 4×400 m (dettagli) | Bahamas Steven Gardiner Shaunae Miller-Uibo Anthonique Strachan Michael Mathieu | 3'14"42     | Stati Uniti Michael Berry Jaide Stepter Paul Dedewo Claudia Francis | 3'17"29     | Giamaica Javere Bell Ristananna Tracey Natoya Goule Jamari Rose | 3'20"26     |

## Medagliere
| Posizione | Paese       | Oro | Argento | Bronzo | Totale |
| --------- | ----------- | --- | ------- | ------ | ------ |
| 1         | Stati Uniti | 5   | 2       | 1      | 8      |
| 2         | Giamaica    | 1   | 1       | 4      | 6      |
| 3         | Germania    | 1   | 1       | 0      | 2      |
| 4         | Bahamas     | 1   | 0       | 0      | 1      |
| 4         | Canada      | 1   | 0       | 0      | 1      |
| 6         | Polonia     | 0   | 1       | 1      | 2      |
| 7         | Barbados    | 0   | 1       | 0      | 1      |
| 7         | Bielorussia | 0   | 1       | 0      | 1      |
| 7         | Botswana    | 0   | 1       | 0      | 1      |
| 7         | Kenya       | 0   | 1       | 0      | 1      |
| 11        | Cina        | 0   | 0       | 2      | 2      |
| 12        | Australia   | 0   | 0       | 1      | 1      |
| Totale    | Totale      | 9   | 9       | 9      | 27     |